# Enfant du ghetto
 (octobre 2016).
Si vous disposez d'ouvrages ou d'articles de référence ou si vous connaissez des sites web de qualité traitant du thème abordé ici, merci de compléter l'article en donnant les références utiles à sa vérifiabilité et en les liant à la section « Notes et références ».
Albums de LIM
Double Violences Urbaines Délinquant
(2007)
Enfant du ghetto est le premier album solo du rappeur français LIM.
L'album est sorti le 21 mars 2005, cet album a largement contribué à faire connaitre LIM auprès du public. Il a été commercialisé avec un DVD spécial LIM.

## Historique
Dans ce premier album solo, LIM expose son univers, ses pensées et ses principes. Fidèle à la rue, on retrouve des morceaux parlant de drogue, de la police, du sexe, des embrouilles. LIM y aborde aussi d’autres sujets tels que l'enfance maltraitée, les violences conjugales et la lutte contre la drogue (dans Laisse tomber Hélène), où il s'adresse aux accros à l'héroïne.
On retrouve sur l’album d’autres featurings, comme Mala (Malekal Morte), Fantom ou Supa Lexx (Boogotop). Cet album est entièrement autoproduit, des textes à la promo, en passant par les sons. Il est accompagné d’un DVD d’environ 1 h 30 comprenant des interviews de lui-même et de Fouéd, Denver, ainsi que des lives, des freestyles, et le clip C pour mes Frères.

## Liste des titres
- Je commence
- Enfant du ghetto Feat Supa Lexx
- Éduquer
- Dans mon hall Feat Cici
- À ce qu'il parait Feat Movez Lang (Cens Nino, Boulox Force)
- Mauvais œil Feat Cheb Yaya
- Tous dans la merde Feat Cens Nino
- Enfance maltraitée
- Demande à la rue Feat Mala
- Interlude: Shuut !!!
- Ca deal, kill, tranquille Feat Denver & Midas
- Enfant du ghetto RMX Feat Cici
- Laisse tomber Hélène (Cens Nino, Boulox Force)
- Nique-lui sa mère
- Passe moi
- Interlude : Mon bled Feat Raffour
- Pendant ce temps Feat Fantom
- C' pour mes frères Feat Zeler, Skyzo, Big Boss, Kayzer, Aty.K, General Ismaïli, Cartes Sur Tables, Moh, Massi, Mimoun, Furax (Tous illicites)[1]